# Magdalena Avietėnaitė
Magdalena Avietėnaitė (ur. 22 grudnia 1892 we wsi Brzozowa w rejonie kalwaryjskim, zm. 13 sierpnia 1984 w Putnam w stanie Connecticut) – litewska dziennikarka, działaczka społeczna, organizatorka wystaw. 

## Życiorys
Urodziła się we wsi Brzozowa, ok. 5 km od Kalwarii w rejonie kalwaryjskim, okręg mariampolski, w chłopskiej rodzinie Magdalenos Paulionytės i Adomo Avietėno. W 1899 wraz z rodziną wyemigrowała do Stanów Zjednoczonych. Osiedlili się w niedaleko Bostonu. W Ameryce urodziła się jej siostra Izabelė. 
Była wyjątkowo uzdolniona. Po ukończeniu średniej szkoły z wyróżnieniem rodzice zastawili dom, aby wysłać córkę do Szwajcarii, gdzie studiowała literaturę i filozofię na Uniwersytecie Genewskim. Tam poznała pochodzącego z Rumunii Mihaia Serbana z Cernești, z którym wiązała plany na przyszłość. Po ukończeniu studiów w 1914 wróciła do Stanów Zjednoczonych. Po wybuchu I wojny światowej Mihai został powołany do armii i kontakt z Magdaleną na jakiś czas urwał się. W latach 1914–1920 redagowała tygodnik „Amerikos lietuvis” („American Lithuanian”), wydawany w Worcester w języku angielskim i litewskim. Wydała też dwie książki Wielka rewolucja francuska i Historia narodów Europy, które uczestniczyły w Wielkiej Wojnie. Obie były dedykowane Mihaiowi.

## Praca dla MSZ

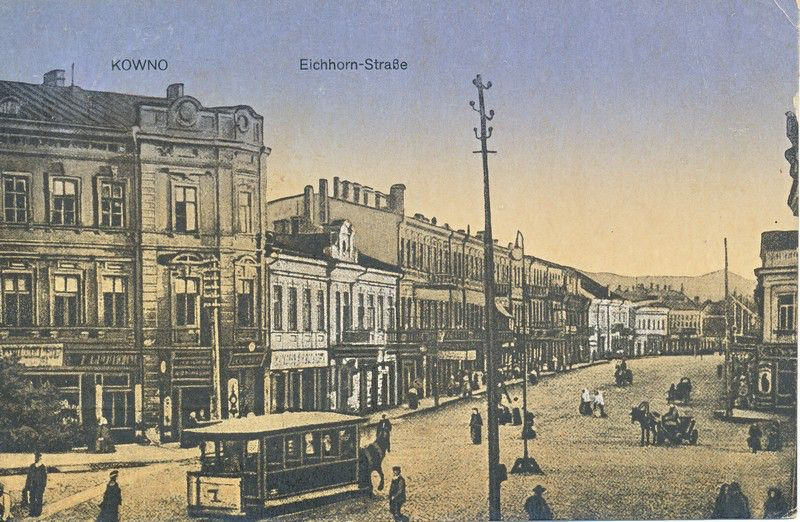
Kowno, ok. 1918

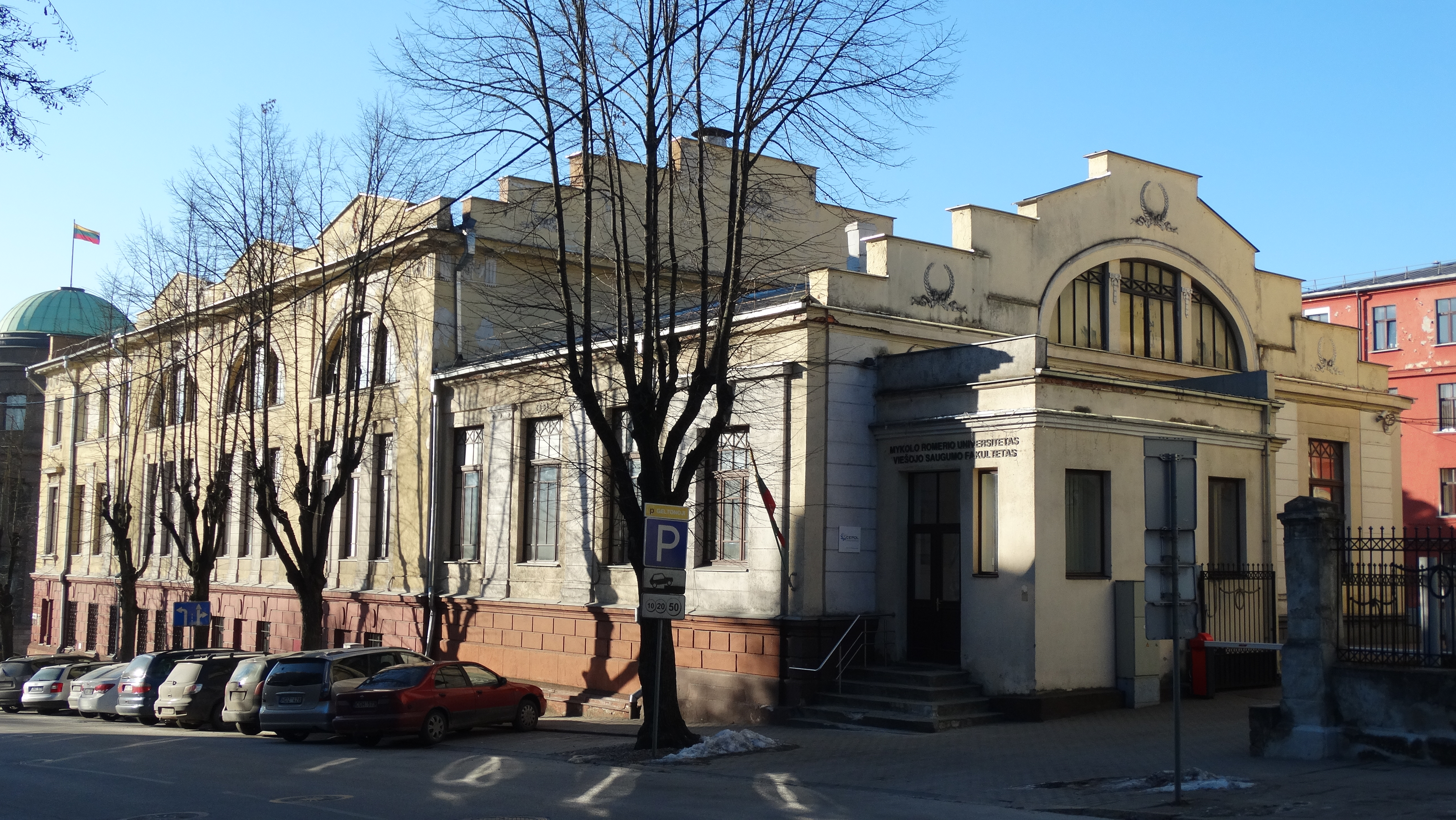
Budynek w Kownie, w którym od 1920 miała siedzibę Litewska Agencja Telegraficzna (ELTA)

W 1918, po ogłoszeniu aktu niepodległości Litwy ukazał się apel rządu o pomoc rodaków przebywających na emigracji w budowaniu państwowości. Avitėnaitė, Bronius Balutis, Tomas Naruševičius przybyli do pracy w litewskiej służbie informacyjnej i dyplomatycznej. Ścieżki życia Magdalen i Mihaia rozdzieliły się całkowicie. Zrezygnowała z osobistego szczęścia i wybrała pracę dla Litwy. 
Od 1920 do 1940 pracowała w ministerstwie spraw zagranicznych. W latach 1924–1926 była szefem Litewskiej Agencji Telegraficznej (ELTA), od 1926 szefem biura prasowego, później dyrektorem departamentu prasy i informacji. W czerwcu 1924 reprezentowała Litwę na Międzynarodowej Konferencji Agencji Telegraficznych w Bernie w Szwajcarii, gdzie była jedyną kobietą wśród 33 uczestników. Zorganizowała wystawy, m.in. w Barcelonie, Liège, Sztokholmie, Kopenhadze, Göteborgu, Chicago, Brukseli. W 1937 odpowiadała za pawilon litewski na światowej wystawie w Paryżu pt. Miejsce sztuki i technologii we współczesnym świecie.  W 1939 była generalnym komisarzem pawilonu litewskiego na światowej wystawie w Nowym Jorku pt. Świat jutra. Dzięki jej zaangażowaniu wybór eksponatów był niezwykle profesjonalny. Burmistrz Nowego Jorku za zasługi dla wystawy wręczył jej medal i nadał honorowe obywatelstwo Nowego Jorku.
Jako szef biura prasowego była odpowiedzialna za dostarczanie innym państwom wyczerpujących informacji na temat Litwy, jej życia politycznego, gospodarczego i kulturalnego. Współpracowała w tym zakresie w dziedzinie sztuki, organizowała wystawy za granicą, publikowała artykuły i publikacje informacyjne. Gościła zagranicznych przedstawicieli kultury i artystów na Litwie oraz organizowała wystawy krajowe.  
Avieėnaitė należała do litewskiego koła historycznego, XXVII amatorskiego stowarzyszenia czytelniczego. W latach 1933–1947 stała na czele litewskiego związku skautów, interesowała się muzyką i teatrem. Rodziny nie stworzyła, pozostała lojalna wobec Mihaia, jedynej miłości swojego życia. Była opiekuńczą córką, zachęcała swoją siostrę Izabelė Gustainis do nauki śpiewu, wspierała ją materialnie, gdy studiowała w konserwatorium w Niemczech.

## II wojna światowa
W latach 1940–1944 wykładała angielski na Uniwersytecie Wileńskim, działała w ruchu oporu i pisała artykuły do antyradzieckiej gazety „Į laisvę”. W czerwcu 1941 jej siostra Izabelės wraz z mężem Valentinasem Gustainisem i dwójką małych dzieci zostali zesłani na Syberię. Latem Magdalena Avietėnaitė 1944 opuściła Litwę i udała się do Kowna. W latach 1945–1948 pracowała w obozie dla uchodźców wojskowych w Niemczech jako sekretarz generalny Litewskiego Czerwonego Krzyża. W 1947 została zaproszona przez żonę dyplomaty Petrasa Klimasa do Paryża, skąd w 1949 wyjechała do Stanów Zjednoczonych.

## Powrót do USA
W latach 1949–1952 pracowała w bibliotece University of Detroit Mercy, natomiast w latach 1952–1953 uczyła socjologii w Annhurst College, prywatnej katolickiej szkole. Od czasu powrotu do Ameryki aktywnie angażowała się w działalność litewską. Była członkiem komisji politycznej Najwyższego Komitetu Wyzwolenia Litwy (VLIK), tłumaczyła na angielski wszystkie dokumenty opracowane przez tę organizację. Przed przejściem na emeryturę pracowała w prestiżowej uczelni Manhattanville College of the Sacred Heart.

## Pobyt w Putnam

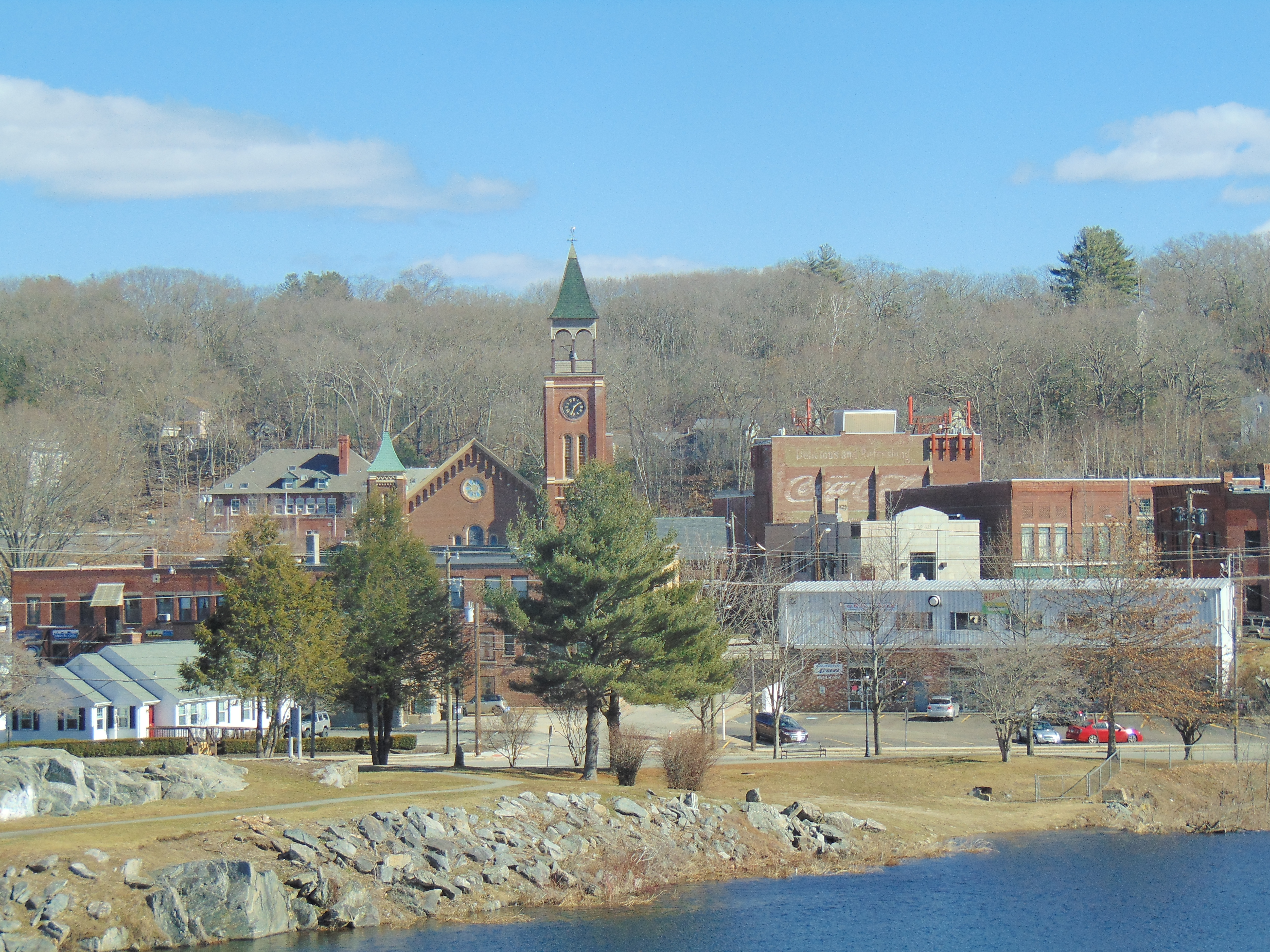
Putnam w stanie Connecticut

Po przejściu na emeryturę Magdalena Avietėnaitė przeniosła się do domu opieki prowadzonego przez Zgromadzenie Sióstr Niepokalanego Poczęcia Najświętszej Marii Panny w Putnam w stanie Connecticut. Zamieszkała razem z Magdaleną Draugelyte-Galdikienė, litewską działaczką, członkinią Lietuvių katalikių moterų draugija. Zajmowały segment, z osobnymi pokojami i wspólną kuchnią. Obie były niezamężne i swoje życie poświęciły ideałom narodowym. Zarządzały biblioteką klasztorną i finansowo wspierały litewskie organizacje. Po 16 latach zesłania jej siostra z mężem i dziećmi wrócili na Litwę. Magdalena do śmierci wymieniała liczną korespondencję z siostrą i wspierała ją materialne. Zmarła w 1984, w wieku 93 lat. Pochowana została na cmentarzu klasztornym Gate of Heaven w Putnam.